# لورانس كوشنر
لورانس كوشنر (بالإنجليزية: Lawrence Kushner)‏ هو حاخام أمريكي، ولد في 1943 في ديترويت في الولايات المتحدة.